# Megachile vanduzeei
Megachile vanduzeei är en biart som beskrevs av Cockerell 1924. Megachile vanduzeei ingår i släktet tapetserarbin, och familjen buksamlarbin. Inga underarter finns listade i Catalogue of Life.